# Resultados do Carnaval de São Paulo em 1968
Esta página contém os resultados do Carnaval de São Paulo em 1968.

## Escolas de samba

### Grupo 1
Classificação
| Legenda: Campeã |

| Col. | Escola               | Enredo                                    | Pontos |
| ---- | -------------------- | ----------------------------------------- | ------ |
| 1    | Nenê de Vila Matilde | Vendaval Maravilhoso                      | 183,0  |
| 2    | Unidos do Peruche    | 50 Anos de Samba - Meio Século de Glórias | 156,0  |
| 3    | Lavapés              | São Paulo, Presente, Passado e Futuro     | 96,0   |

### Grupo 2
Classificação
| Legenda: Promovida |

| Col. | Escola                 | Enredo                                  | Pontos |
| ---- | ---------------------- | --------------------------------------- | ------ |
| 1    | Unidos de Vila Maria   | Homenagem a Villa Lobos                 | 146,0  |
| 2    | Acadêmicos do Tatuapé  | Legião Paulista                         | 136,0  |
| 3    | Império do Cambuci     | Fatos Históricos do Nosso Imenso Brasil | 125,0  |
| 4    | Folha Azul dos Marujos |                                         | 99,0   |
| 5    | Morro da Casa Verde    | Almirante Tamandaré                     | 96,0   |

### Grupo 3
Classificação
| Legenda: Promovida |

| Col. | Escola                    | Enredo                           | Pontos |
| ---- | ------------------------- | -------------------------------- | ------ |
| 1    | Primeira de Santo Estevão | Batalha do Riachuelo             | 117,0  |
| 2    | Irmãs Ibejy               | Crenças Brasileiras              | 88,0   |
| 3    | Acadêmicos do Peruche     | Santos Dumont                    | 84,0   |
| 4    | Acadêmicos do Ipiranga    | Parque da Independência          | 83,0   |
| 5    | Mocidade Alegre           | Festival Indígena                | 64,0   |
| 6    | Príncipe Negro            | Castro Alves, Poeta dos Escravos | 57,0   |
| 7    | Estrela Brilhante         | 50 Anos de Samba                 | 33,0   |

## Cordões
Classificação
| Legenda: Campeão |

| Col. | Escola                | Enredo                                      | Pontos |
| ---- | --------------------- | ------------------------------------------- | ------ |
| 1    | Camisa Verde e Branco | Há Um Nome Gravado na História - 13 de Maio | 181,0  |
| 2    | Vai-Vai               | Exaltação a Família Real                    | 174,0  |
| 3    | Fio de Ouro           | Bandeirantes                                | 84,0   |